# Complete of 大黒摩季 at the BEING studio
『complete of 大黒摩季 at the BEING studio』（コンプリート・オブ・おおぐろまき・アト・ザ・ビーイング・スタディオ）は、大黒摩季のベスト・アルバム。

## 内容
- 大黒のオリジナル・アルバム『RHYTHM BLACK』から1ヶ月後にリリースされた、発売時点では大黒本人非公認で発売されたベスト・アルバム。全曲リマスタリング。ライナーノーツ付き。CDケース中央のジャケットが確認できるスペシャルBOX仕様。ジャケットはシングル「永遠の夢に向かって」のジャケットをそのまま使用したものである。
- 「at the BEING studio」シリーズの中では、最高位も最も高く一番売れているが、作詞・作曲のクレジットが表記されていない。
- 「愛と疑惑のサスペンス エンディングテーマ曲集」のみに収録されていた「Twisty Love」が大黒名義のアルバム初収録となった。
- 1993年に織田哲郎とのコラボレーションで発売していた「憂鬱(じょうねつ)は眠らない」も大黒名義のアルバム初収録となった。また未発表音源として、シングル「夏が来る」のスペイン語での歌唱バージョン(spanish ver.)を収録している。
- 付属のライナーノーツでは、大黒本人がテレビなどで話している内容と著しく異なる箇所があり、同シリーズの織田哲郎版（complete of 織田哲郎 at the BEING studio）でも織田本人がライナーの不正確さを自身のブログに書き込んだことがある[1]。
- 2012年9月26日に価格を1680円に改めた再発盤が期間限定で発売された。
- 2016年に大黒がビーイングとの再契約を行い、改めてビーイングでの公式サイトが開設された際、かつては未掲載であった当該作がディスコグラフィー上に掲載されている[2]。

## 収録曲
| 全作詞: 大黒摩季。 |                                               |          |          |            |      |
| #                  | タイトル                                      | 作詞     | 作曲     | 編曲       | 時間 |
| 1.                 | 「あなただけ見つめてる」                      | 大黒摩季 | 大黒摩季 | 葉山たけし | 4:41 |
| 2.                 | 「熱くなれ」                                  | 大黒摩季 | 大黒摩季 | 葉山たけし | 3:42 |
| 3.                 | 「いちばん近くにいてね」                      | 大黒摩季 | 大黒摩季 | 葉山たけし | 4:50 |
| 4.                 | 「夏が来る」                                  | 大黒摩季 | 大黒摩季 | 葉山たけし | 4:45 |
| 5.                 | 「DA・KA・RA」                                | 大黒摩季 | 大黒摩季 | 葉山たけし | 3:24 |
| 6.                 | 「チョット」                                  | 大黒摩季 | 織田哲郎 | 葉山たけし | 3:37 |
| 7.                 | 「愛してます」                                | 大黒摩季 | 大黒摩季 | 葉山たけし | 4:51 |
| 8.                 | 「別れましょう私から 消えましょうあなたから」 | 大黒摩季 | 大黒摩季 | 葉山たけし | 4:58 |
| 9.                 | 「永遠の夢に向かって」                        | 大黒摩季 | 大黒摩季 | 葉山たけし | 4:39 |
| 10.                | 「ら・ら・ら」                                | 大黒摩季 | 大黒摩季 | 葉山たけし | 4:25 |
| 11.                | 「あぁ」                                      | 大黒摩季 | 大黒摩季 | 葉山たけし | 4:31 |
| 12.                | 「ゲンキダシテ」                              | 大黒摩季 | 大黒摩季 | 葉山たけし | 5:00 |
| 13.                | 「Twisty Love」                               | 大黒摩季 | 大黒摩季 | 葉山たけし | 4:40 |
| 14.                | 「憂鬱は眠らない - 織田哲郎&大黒摩季」        | 大黒摩季 | 織田哲郎 | 織田哲郎   | 4:54 |
| 15.                | 「STOP MOTION (album ver.)」                  | 大黒摩季 | 大黒摩季 | 明石昌夫   | 5:10 |
| 16.                | 「夏が来る (spanish ver.)」(Premium Track)    | 大黒摩季 | 大黒摩季 | 葉山たけし | 3:54 |